# Autocaravana

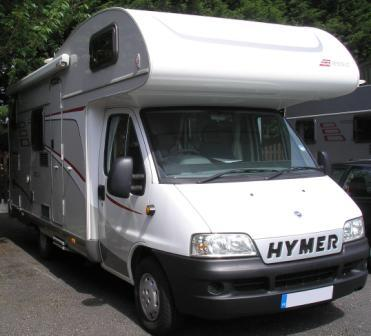
Una autocaravana caputxina Hymer amb motor Fiat.

L'autocaravana és un vehicle automòbil que inclou tot el necessari per viure-hi, amb llits per a cada ocupant, espais per guardar-hi la roba i altres objectes, equipament de cuina, una taula i un bany complet.

## Terminologia
Autocaravana és el nom que s'empra generalment als països de la península Ibèrica —juntament amb càmper, aquest darrer nom per a la versió menor, que és una furgoneta adaptada. Mentre que la càmper busca sobretot mobilitat i baix cost, l'autocaravana posa molt més èmfasi en el confort. El model clàssic de càmper és la Volkswagen T1 Westfalia.
Però hi ha molts altres noms. A les Illes Britàniques i als Estats Units la denominació més genèrica és motorhome, però també s'empra motor coach o motor caravan. En canvi, en altres països de parla anglesa, com Austràlia i Nova Zelanda, se solen anomenar campervan les autocaravanes petites i housebus, les més grans.
A França s'anomena camping-car; a Alemanya és Wohnmobil; al Brasil, motocasa; i a Suècia, Husbil. A Itàlia es parla de camper per a totes les autocaravanes en general, mentre que el terme motorhome es refereix concretament a les autocaravanes integrades (les de classe A).
Fins i tot, en alguns països s'anomenen Winnebago totes les autocaravanes, tot i que n'és el nom d'un fabricant determinat.

## Equipament

### Els llits
Una autocaravana pot estar preparada per a un nombre d'ocupants variable, entre dues i vuit places. El nombre màxim de places ve determinat pel nombre de places a les lliteres (dobles o individuals), que ha de coincidir necessàriament amb el nombre de seients equipats amb sistemes de subjecció (cinturons de seguretat). La dotació de seients es completa amb els dos de la cabina i els sofàs de l'àrea de menjador-sala d'estar. D'aquesta manera, s'assegura el confort de cada ocupant durant el viatge i també durant les pernoctacions.
Les lliteres poden ser fixes, o bé poden estar plegades durant el trajecte i en les estones diürnes, però es despleguen per dormir. Quan les lliteres són mòbils, poden convertir-se en els sofàs i la taula de l'espai central de l'habitacle. També, segons els models, poden quedar adossades al sostre, bé al centre de l'habitacle, bé sobre la cabina. Per accedir a les lliteres superiors, hi ha una escala de mà.

### Els altres espais per viure-hi

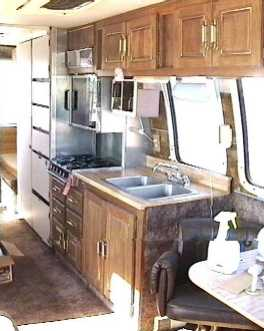
La zona de cuina en una autocaravana gran.

L'espai de cuina, malgrat les dimensions tan reduïdes, té l'equipament bàsic complet. Com a mínim, hi ha uns fogons, una aigüera, una nevera i alguns armaris. Alguns models inclouen un forn microones.
El bany, tot i que ocupa un espai reduït, inclou els elements necessaris: un vàter químic, proveït d'un dipòsit extraïble, que es pot retirar còmodament des de l'exterior de l'autocaravana per buidar-lo; un lavabo amb mirall i una dutxa, generalment amb la seva cortina. En alguns models, el vàter i la dutxa poden anar en compartiments separats, per a un ús més còmode.
També hi ha autocaravanes que incrementen el seu espai interior mitjançant extensions mòbils pels seus dos laterals.
Les aigües grises de l'aigüera, de la dutxa i del lavabo es recullen en un dipòsit que es buida fàcilment per sota del vehicle. L'autocaravana incorpora també un dipòsit d'aigua neta per a la cuina i el bany. Per al clima, es pot disposar d'una estufa i obertures al sostre, que poden incorporar opcionalment un ventilador-extractor. Les finestres, que solen ser abatibles, van equipades amb mosquitera i cortina opaca. També és possible portar un televisor i altres aparells com a qualsevol habitatge. Els diversos aparells de l'habitacle poden funcionar, segons el cas, amb gas (butà o propà), amb electricitat provinent d'una connexió exterior (de 220 volts) o bé amb l'electricitat de la bateria del vehicle (12 volts).

### Els magatzems i garatges
Les autocaravanes solen tenir un traster o magatzem de disposició i capacitat variables. Però hi ha autocaravanes grans que també poden disposar d'un garatge a la part del darrere, on es pot portar una moto amb la rampa necessària per pujar-la i baixar-la. Aquest garatge sol tenir dos accessos, un per cada lateral. Però si l'autocaravana és molt més gran, el seu garatge pot arribar a contenir un petit microcotxe de dues places, i en aquest cas la porta on es col·loca la rampa és a la part del darrere.

### La cabina del conductor

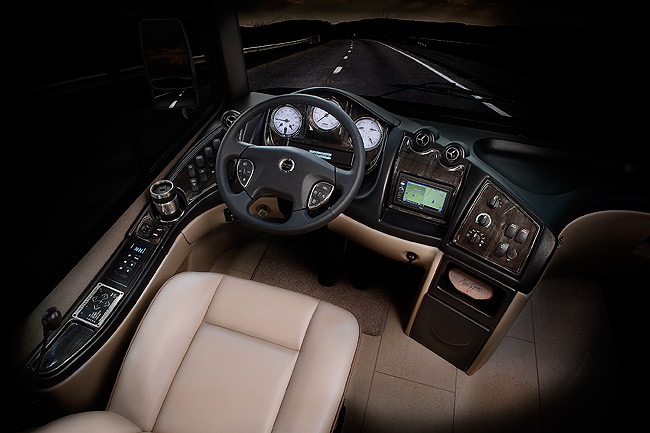
La cabina d'una autocaravana de luxe.

Finalment, l'autocaravana disposa sempre d'una cabina amb els seients per al conductor i un acompanyant. En alguns models, especialment a les autocaravanes integrades, aquests dos seients poden girar cap enrere per tal d'integrar-se amb el mobiliari del menjador-sala d'estar. En canvi, quan els seients davanters són fixos, el seu dors constitueix una veritable tanca de separació entre la cabina i l'habitacle.
La cabina és l'única part de l'autocaravana que recorda fidelment el vehicle original que hom ha transformat per combinar-hi l'habitacle; ja que, de fet, és l'única part on no ha intervingut el fabricant d'autocaravanes, sinó que respon íntegrament al disseny de furgoneta de la fàbrica automobilística.

### Altres accessoris
Les autocaravanes solen incorporar diversos accessoris addicionals, disposats a l'exterior del vehicle, que n'incrementen la funcionalitat i la comoditat dels seus usuaris. Alguns dels accessoris més populars en són:
* el tendal, que es desplega en un lateral, amb puntals que es poden fixar a terra o bé a la carrosseria.
* el porta-bicicletes, capaç de suportar fins a quatre unitats, sempre al darrere de l'autocaravana.
* l'antena parabòlica, per rebre el senyal de televisió, que sobresurt pel damunt del vehicle.

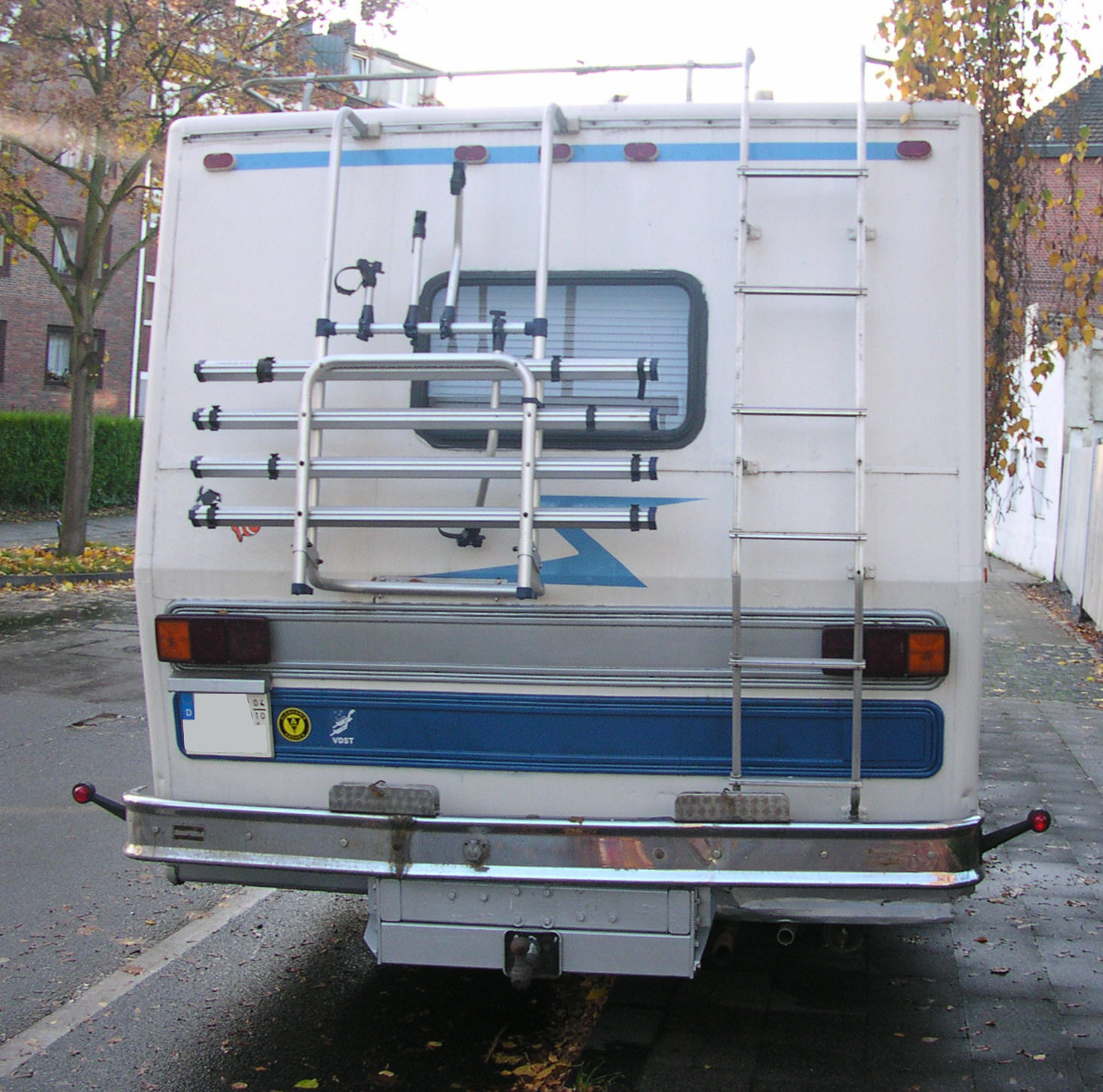
Porta-bicicletes i escala per accedir a la baca.
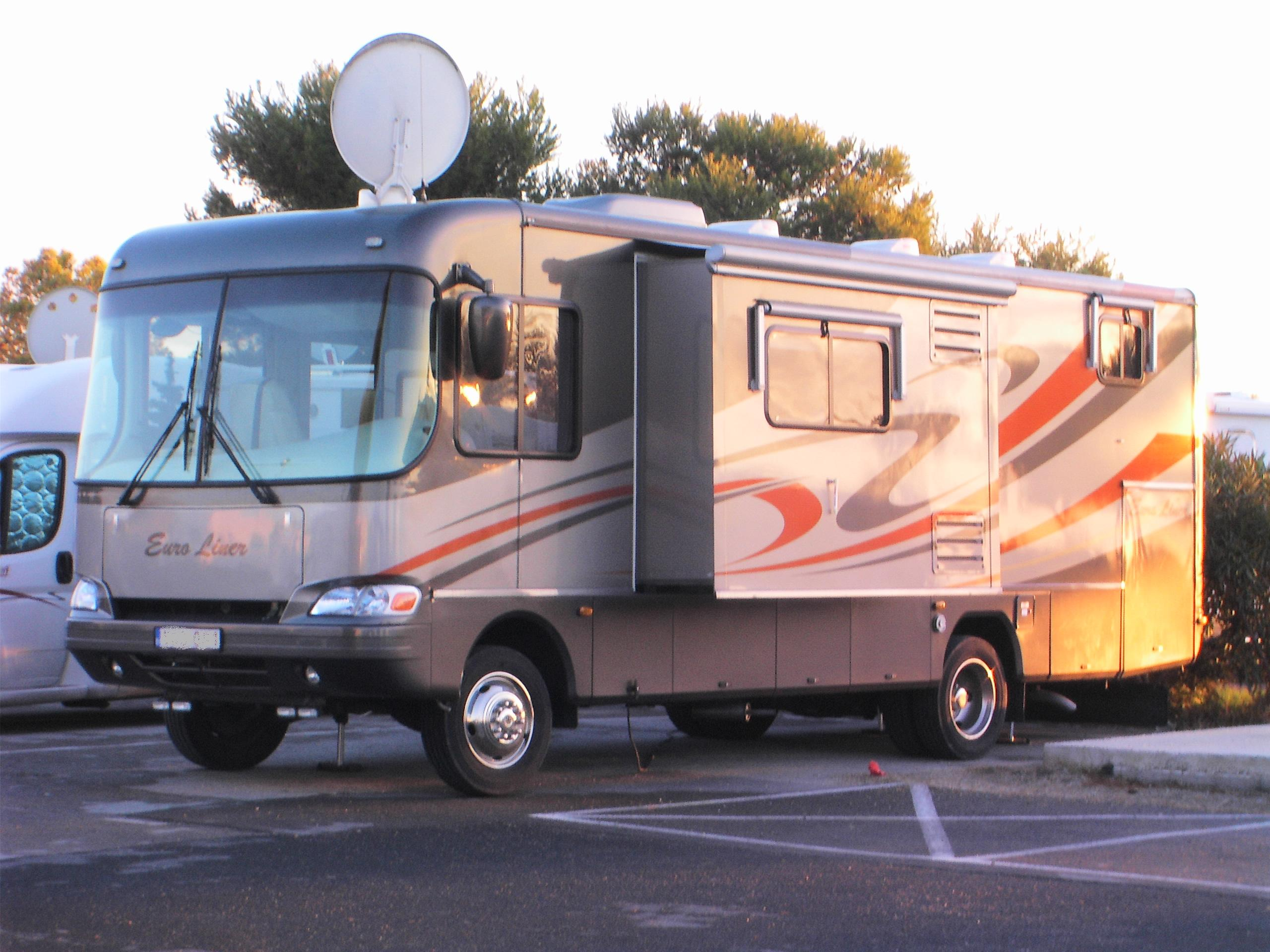
Autocaravana amb extensió lateral i antena parabòlica.
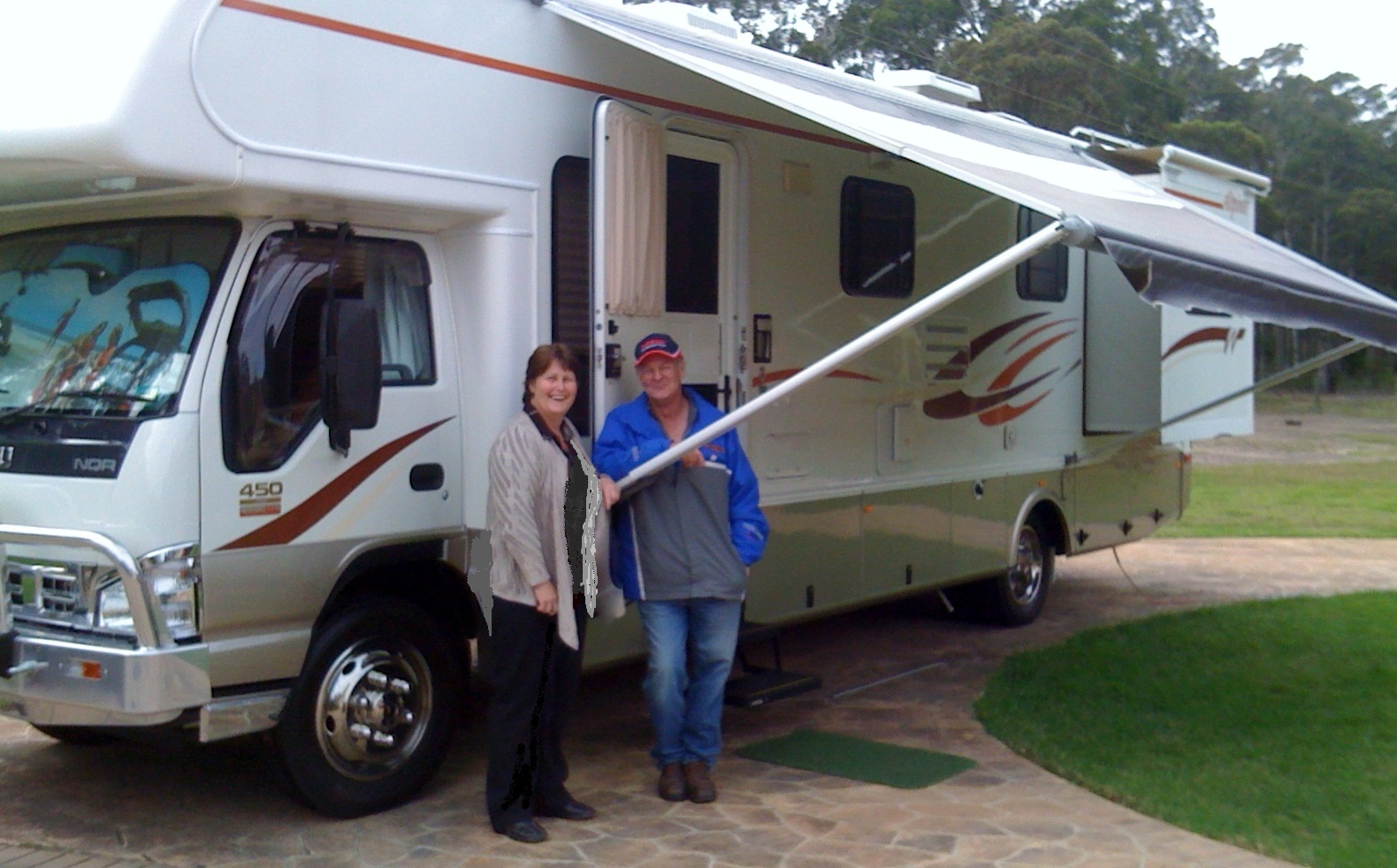
Autocaravana amb tendal i una extensió lateral.

## Categories
Hi ha una gran diversitat de composicions d'aquesta mena de vehicles, i cada fabricant sol oferir-ne una gamma àmplia de models. Les autocaravanes es poden classificar, sense ser gaire estrictes, en tres categories pròpiament, a més de la camper:
Camper
La camper és la germana petita de les autocaravanes, ja que en realitat és una furgoneta de sèrie adaptada interiorment com a habitacle. No solen tenir serveis higiènics (tret d'una dutxa —carxofa i cable— per utilitzar des de l'exterior; però en alguns casos tenen la possibilitat d'elevar el sostre per tal d'encabir-hi un llit addicional.
Classe C ("caputxina")
L'autocaravana de classe C està construïda sobre un xassís de furgoneta o de camió. Incorpora un llit doble sobre la cabina, que és d'on ve la denominació de "caputxina". La majoria d'autocaravanes d'aquesta mena a Europa estan construïdes sobre furgonetes Ford o Fiat.
Classe B ("perfilada" o "semi-integrada")
L'autocaravana de classe B té una estructura semblant a la de classe C, però sense llitera sobre la cabina, de manera que té un perfil més baix i un pes menor. Sol portar un llit doble al fons de l'habitacle.
Classe A ("integral" o "integrada")
L'autocaravana de classe A passa per ser la més luxosa i cara de totes. És un vehicle monovolum, amb la cabina completament integrada amb la resta de l'habitacle, cosa que la fa el tipus més aerodinàmic. Sol tenir un frontal enorme que proporciona grans vistes per a conduir i contemplar el paisatge, així com des de la zona de menjador-estar. El mobiliari d'aquesta zona també es pot reconvertir en llit, si viatgen més de dues persones en el vehicle.

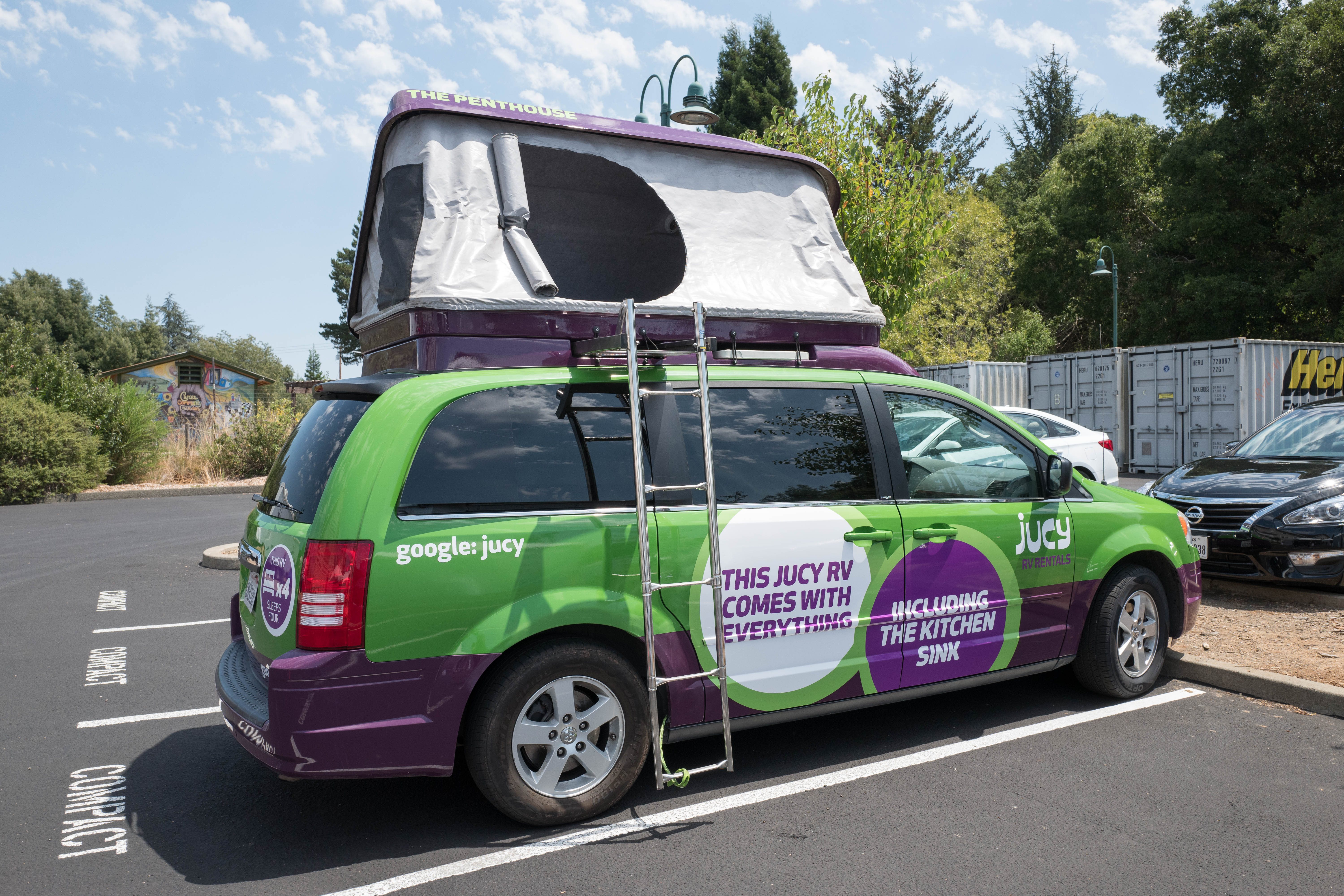
Una camper amb una tenda muntada a sobre.
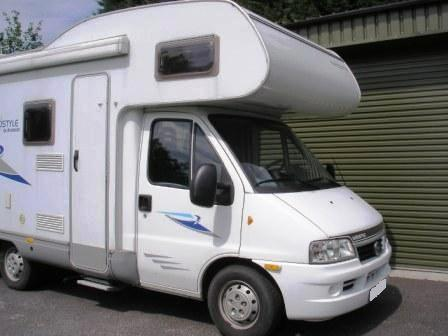
Una caputxina Dethleffs.
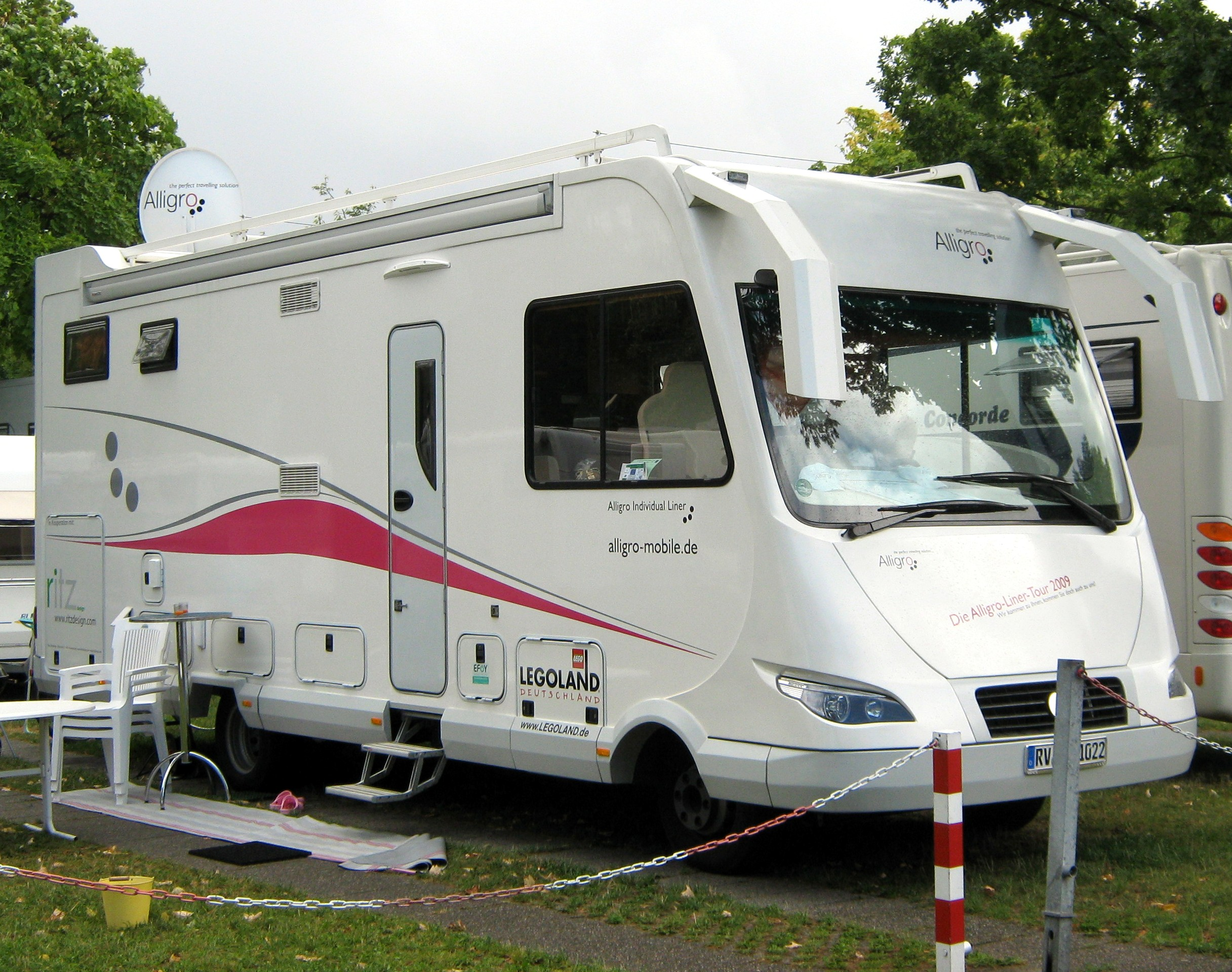
Una perfilada Alligro Liner.
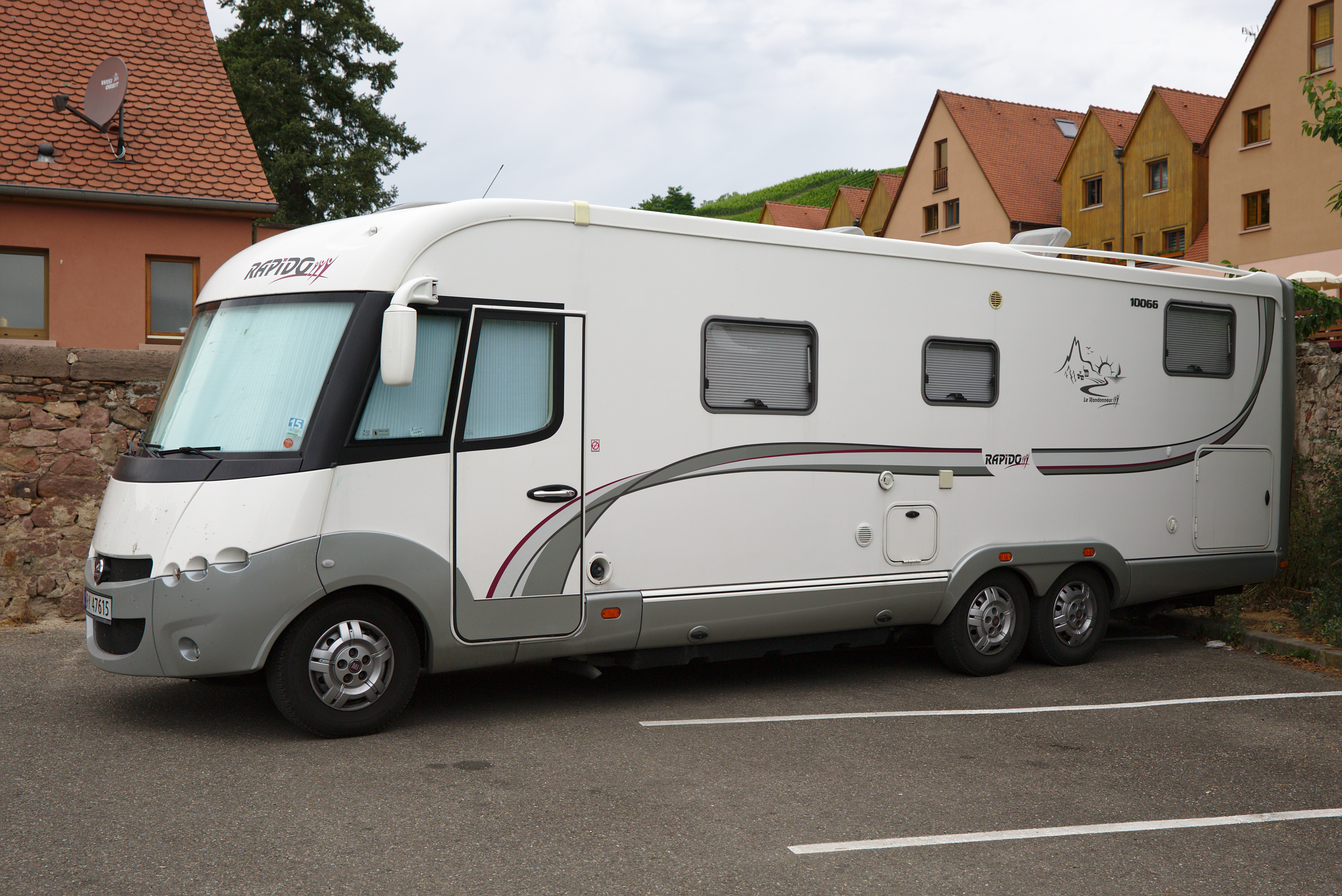
Una integral Rapido de tres eixos.

## Història

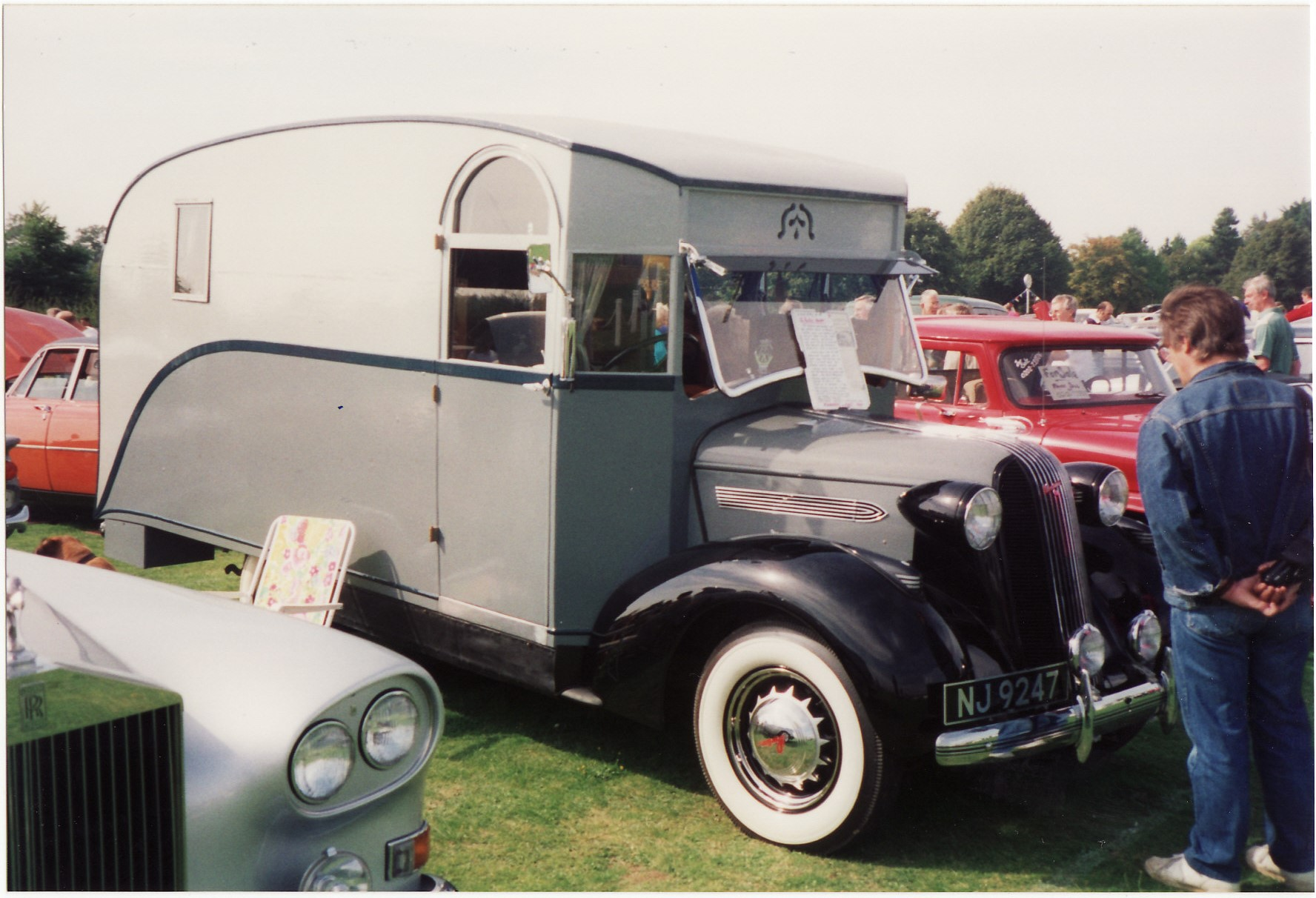
Un cotxe Pontiac adaptat del 1936.

L'autocaravana, que no és un producte ni una pràctica tan globals com ho poden ser l'automòbil i el seu ús, ha tingut una trajectòria diferent i del tot desconnectada als diversos continents on és present.

### Europa
La història de l'autocaravana està fortament relacionada amb l'origen de la caravana, i la seva protohistòria cal buscar-la en els carros de cavalls que els vaquers tenien preparats per fer de cuina i rebost mentre eren amb el ramat. És una història d'enginy que va dur a la invenció de l'autocaravana, per resoldre els problemes que comportava una rulot enganxada a un automòbil. Era tan senzill com incorporar un motor a un carruatge.
La primera autocaravana que va circular per la Gran Bretanya —i a tot el món— fou la de J. B. Mallalieu. Construïda el 1906 per l'empresa Belsize Moto Co., portava un saló-menjador, una cuina i banys sobre un xassís de 40hp nou. Pesava 3,75 tones netes i anava equipada amb una estufa de petroli i un dipòsit d'aigua de 50 galons. Costà més de 1.000£.
Entre els anys 1906 i 1914, no es van construir més d'una dotzena d'autocaravanes a motor.

### Estats Units d'Amèrica
L'origen de l'autocaravana a Amèrica es remunta a l'any 1910, quan l'empresa automobilística Pierce-Arrow presentà el seu model Touring Landau a la fira de l'automòbil del Madison Square Garden, a la ciutat de Nova York. Aquesta empresa s'especialitzà en la construcció de vehicles amb equipament de càmping que, en alguns casos, portaven fins i tot un bany.
Un dels primers vehicles recreatius coneguts és el "Gypsy Van", construït el 1915 per Roland i Mary Conklin. El "Gypsy Van" era essencialment una autocaravana muntada sobre un xassís d'autobús, que oferia una gamma de comoditats considerades força luxoses per a l'època.
A la dècada dels anys 1920, diversos constructors individuals es van dedicar a transformar camions i autobusos per a l'ús d'acampada. Els dissenys d'aquestes primeres autocaravanes s'inspiraven en avions, vaixells i autobusos.
La producció de vehicles recreatius s'aturà completament durant la Segona Guerra Mundial, i no es reprengué fins a la dècada dels anys 1950. Quan es va reprendre la producció, els dissenyadors van començar a combinar carrosseries de remolcs amb xassissos de camions o autobusos.
Raymond Frank dissenyà la seva primera autocaravana el 1958 segons un model molt comú a tota la història d'aquests vehicles, i li posà el nom que encara s'usa ara de "motorhome". Frank va fer les seves vacances amb la família per Florida i el Mig Oest amb la seva "motorhome" de 27 peus de llarg, muntada sobre un xassís Dodge, i molts campistes que els veien li demanaven si no en podria fer una per a ells. El 1960 Frank ja havia venut 7 autocaravanes i el 1961 decidí crear l'empresa Frank Motor Homes, Inc.. Amb una construcció elegant en fibra de vidre i un gust pels colors d'acord amb l'època, les autocaravanes Frank esdevingueren una opció acceptable per als urbanites dels anys 1960 que volien un vehicle recreatiu però no els satisfeia en absolut l'opció de la rulot.

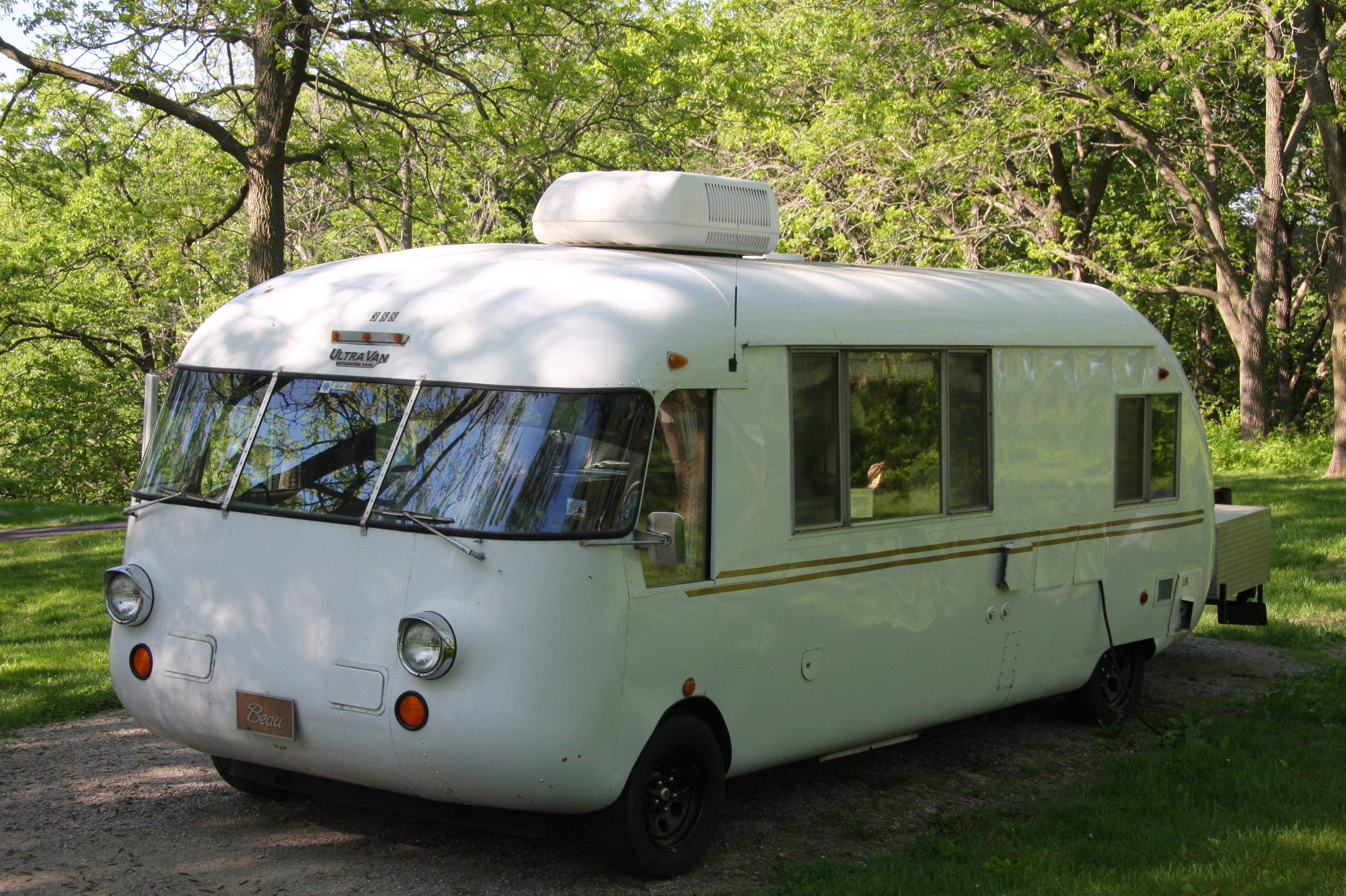
Una integrada Ultra Van americana del 1968.

Aviat van sorgir altres fabricants d'autocaravanes. El 1966 aparegué Winnebago, una de les firmes de més anomenada en aquest sector. Sota la direcció de John Hanson, Winnebago produeix gairebé la totalitat dels components necessaris per muntar les seves autocaravanes, llevat del xassís. Com diu Hanson, «La manera de tenir les coses més barates és fer-se-les un mateix». En deu anys, Winnebago va créixer de 415 empleats a 1.252, amb uns 3 milions de dòlars en vendes. Malgrat el lideratge de Winnebago, altres companyies es reparteixen el mercat i també creixen. Entre tots van vendre un total de 23.100 autocaravanes el 1969. Tot i que la crisi del petroli els anys 1970 va deixar molts fabricants sense feina, inclosa la Frank Motorhomes (que aleshores es deia Travco), actualment el mercat de l'autocaravana torna a créixer amb força, i el 2014 es van vendre 43.900 autocaravanes als Estats Units.

## El món de l'autocaravana

### Les àrees per a autocaravanes
L'ús de l'autocaravana com a vehicle recreatiu, tot i que admet l'acampada lliure per temps limitat (una o dues nits d'autonomia, o poc més), també requereix l'establiment d'àrees específiques d'acampada i prestació de serveis.
Aquests serveis requerits mínims són la connexió a la xarxa elèctrica, i el buidatge d'aigües residuals i provisió d'aigua neta. Els càmpings solen prestar els serveis propis d'una àrea d'autocaravanes sense fer distinció entre parcel·les per a tendes o per a autocaravanes, però també freqüenten les àrees específiques. Aquestes àrees poden ser gestionades pels municipis o per empresaris privats.
D'altra banda, els serveis de buidatge d'aigües brutes i provisió d'aigua neta també es poden trobar en estacions de servei i en àrees de servei de les autopistes. En aquest darrer cas, aquests serveis es solen prestar gratuïtament.

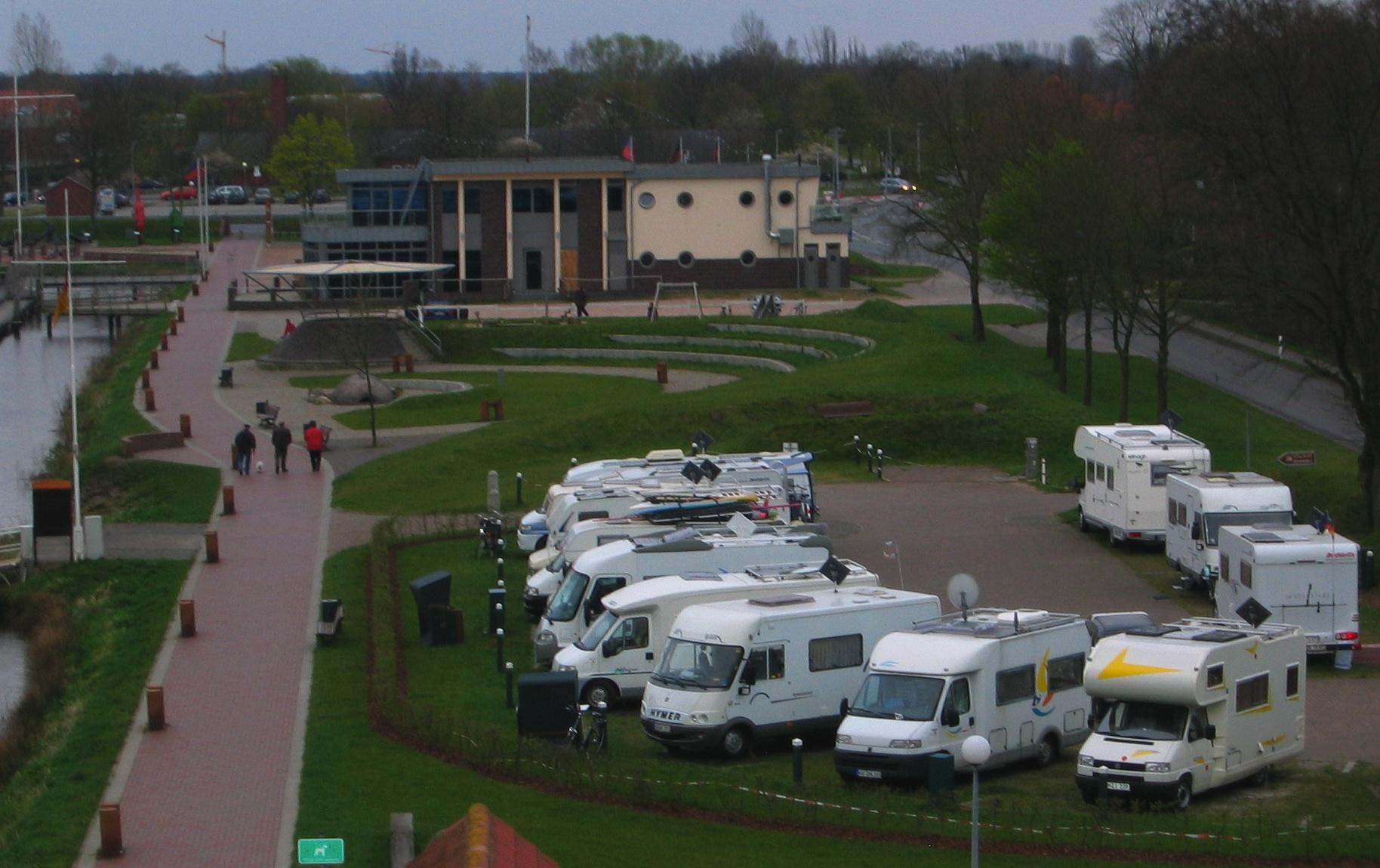
Petita àrea d'autocaravanes a Alemanya.
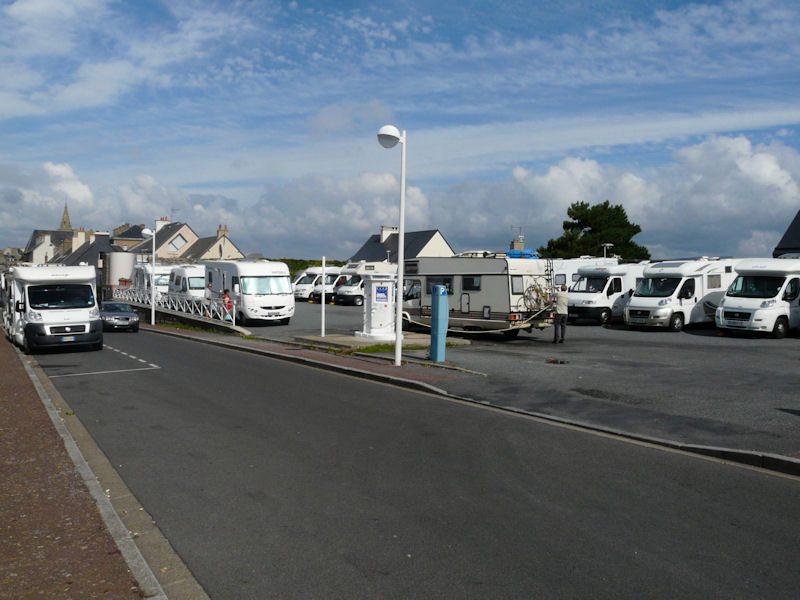
Aparcament per a autocaravanes a França. Al centre de la imatge, un vehicle reposant aigua.
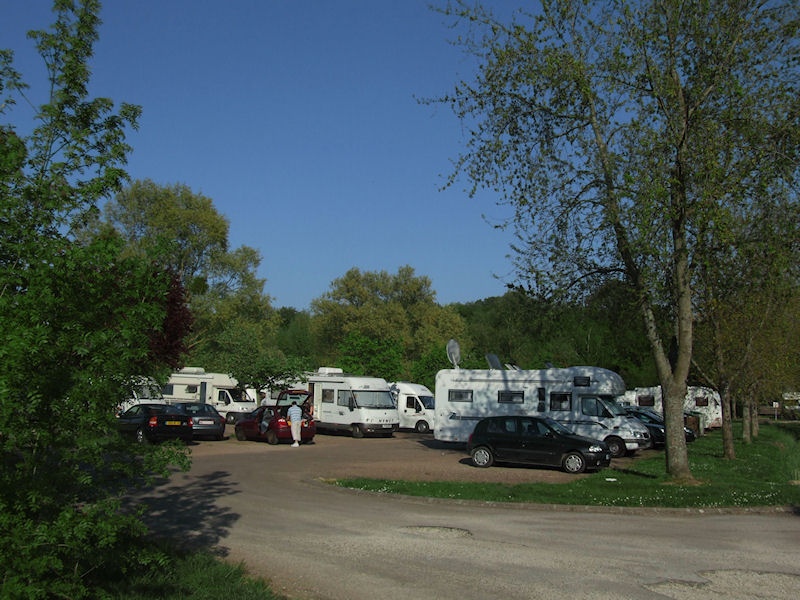
Aparcament informal amb diverses autocaravanes a França.
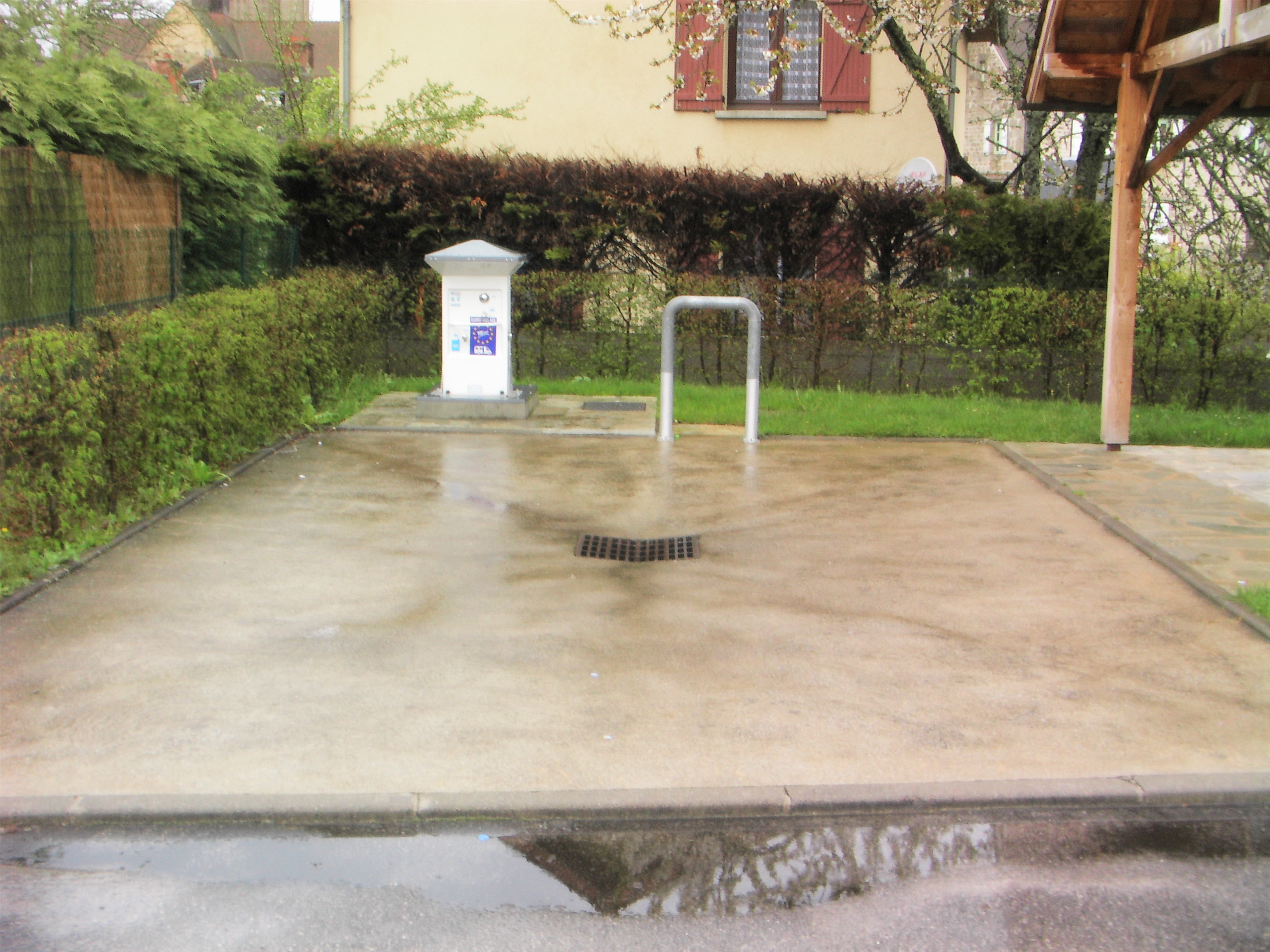
Servei de buidatge d'aigües grises i negres, i provisió d'aigua.
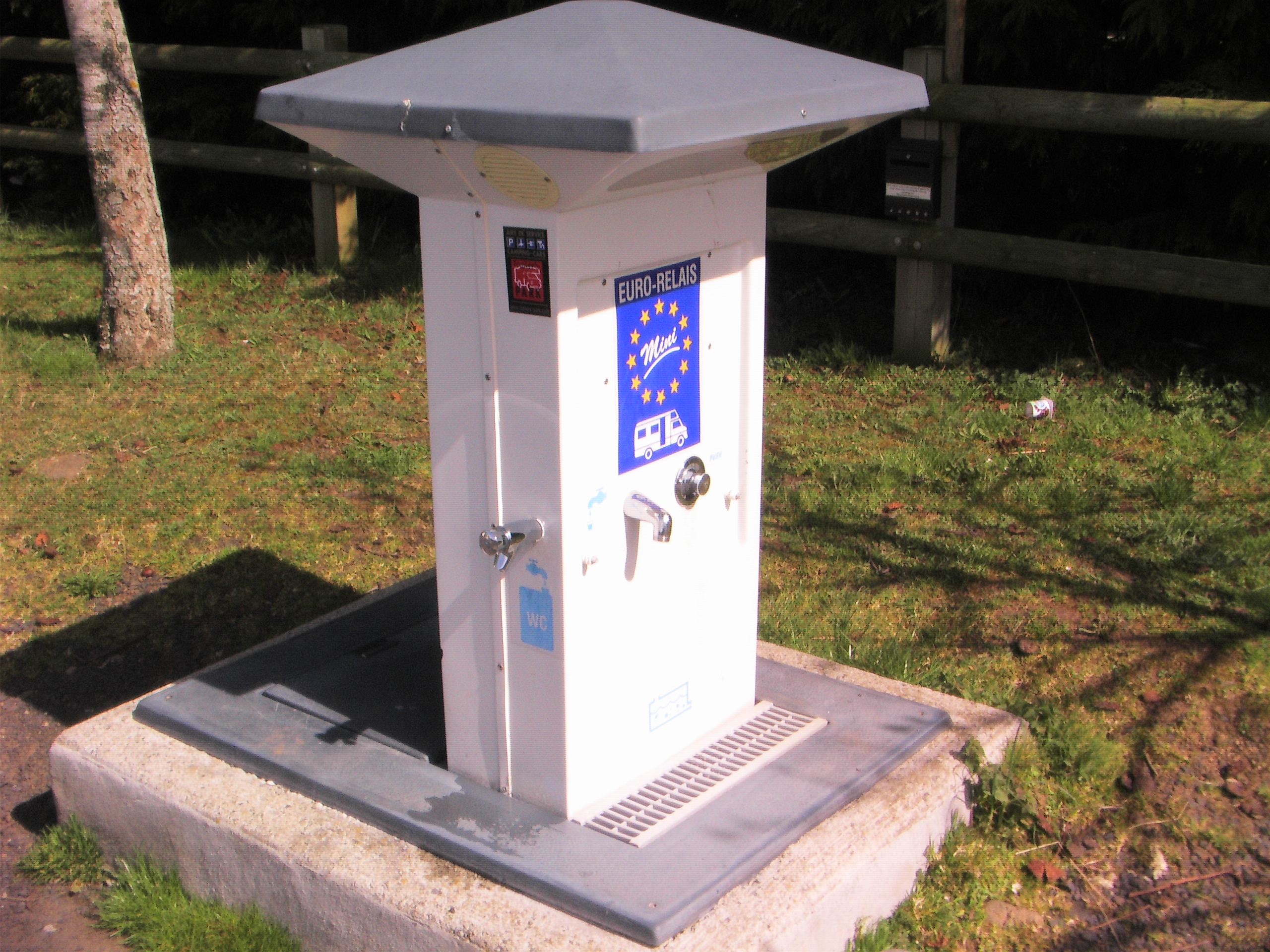
Instal·lació compacta de buidatge i subministrament d'aigua per a autocaravanes.
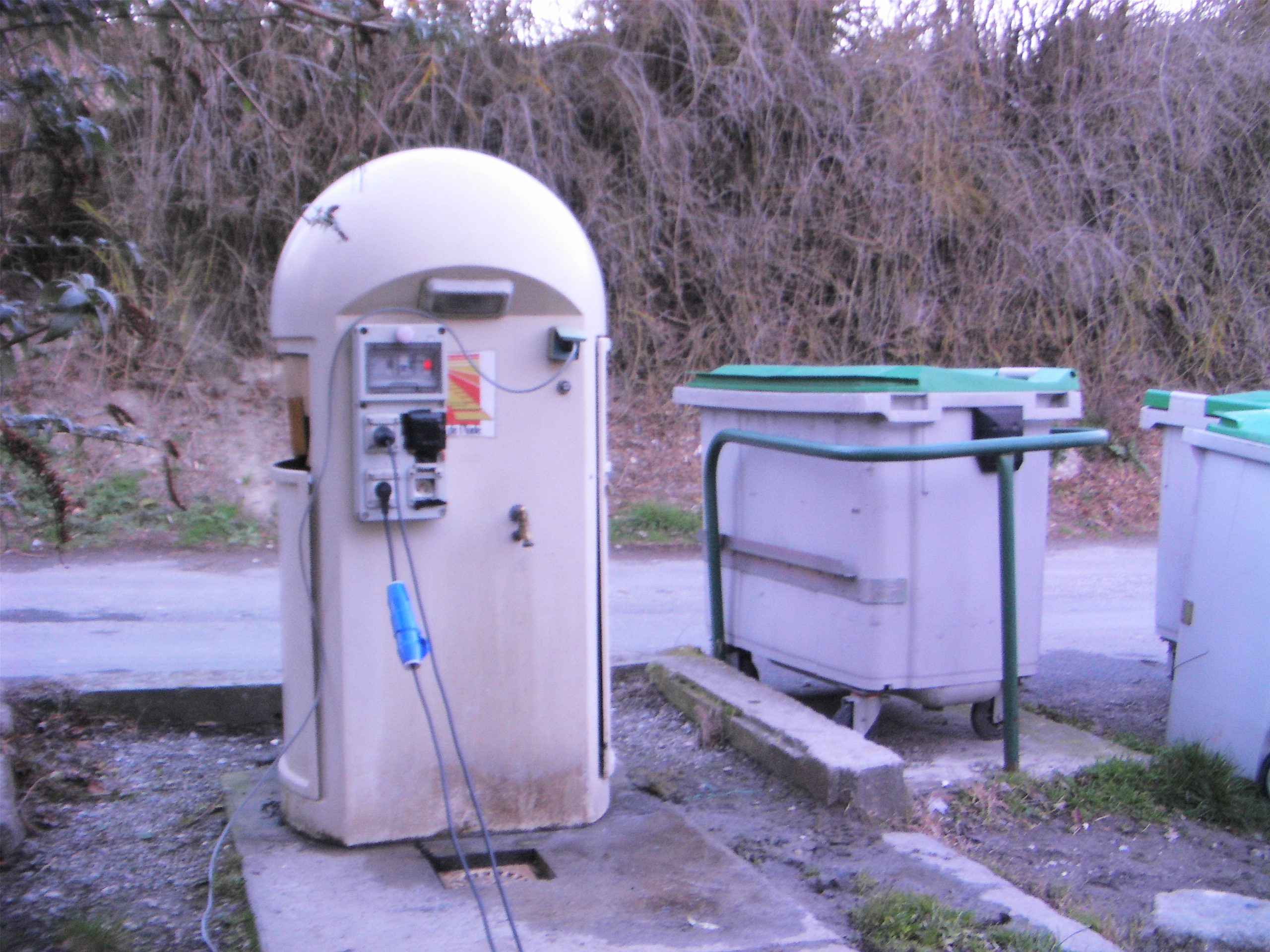
Instal·lació compacta, menys habitual, que inclou connexions elèctriques, boca d'aigua i buidatge.
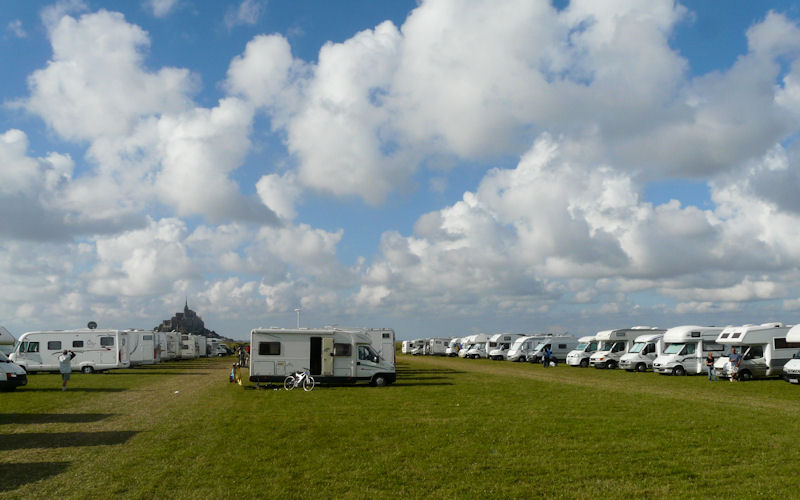
Zona de pernoctació al costat del Mont Saint Michel, sense connexions elèctriques.
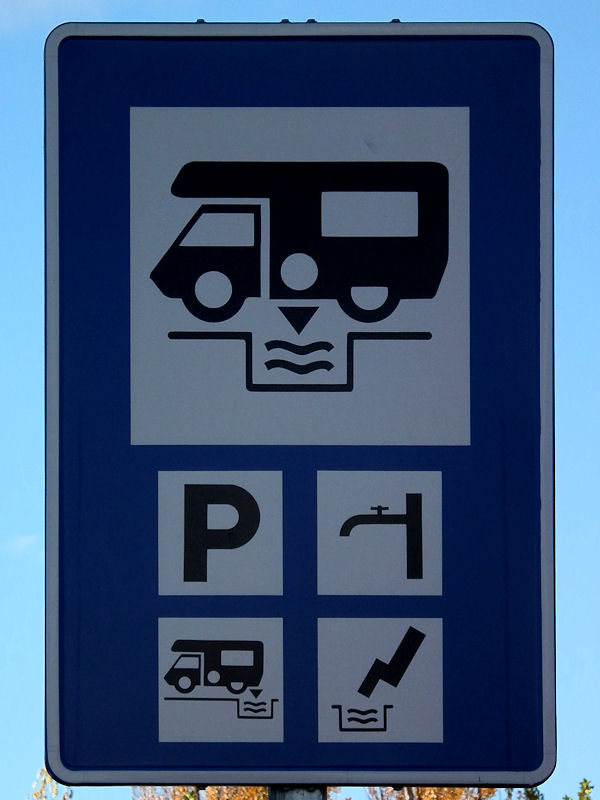
Senyal indicador dels serveis per a autocaravanes.

### La prohibició d'acampar

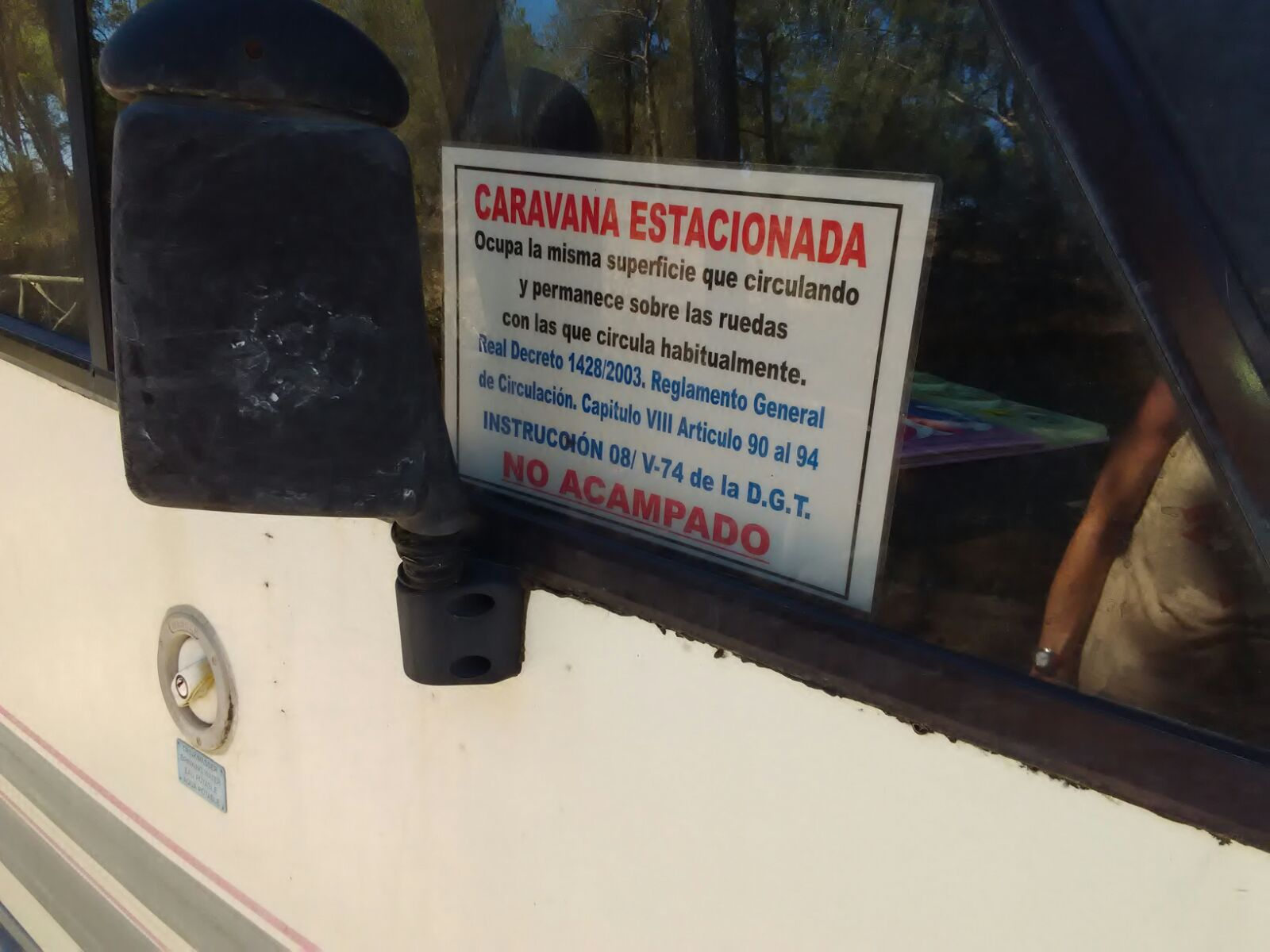
Cartell que pretén informar els agents de policia sobre el fet que l'autocaravana està ben aparcada.

La mateixa configuració original de l'autocaravana com una barreja d'automòbil i habitatge fa que se li puguin aplicar alhora, o bé alternativament, les legislacions respectives d'aquests dos àmbits. Això pot comportar algunes situacions confuses, en les quals els agents de policia poden dubtar i aplicar incorrectament la legislació vigent. En qualsevol cas, l'usuari ha de saber la diferència entre acampar i estacionar per evitar-se problemes. Si el vehicle es troba correctament estacionat, sense falques estabilitzadores, i no sobresurt del seu perímetre cap element, com ara finestres abatibles, claraboies o el tendal, i no es despleguen a l'exterior ni taules ni cadires, per exemple, ni s'aboquen aigües residuals, ni s'emet música que pugui molestar els veïns, etc, no es pot considerar que estigui acampat, encara que els seus ocupants dormin o mengin al seu interior, i per tant, té dret a estar a la via pública com qualsevol altre vehicle. En cas contrari, caldrà instal·lar-se en un càmping o en una àrea d'autocaravanes.

### Els autocaravanistes
La majoria d'usuaris de l'autocaravana com a vehicle recreatiu solen ser parelles de jubilats i, en una proporció menor, famílies amb nens. També existeix l'autocaravana que constitueix l'habitatge permanent (o gairebé) de diversos col·lectius nòmades o semi-nòmades, com ara els firaires o els artistes de circ, tant si són gitanos com si no.
Els autocaravanistes recreatius, especialment, es reconeixen com una mena de tribu urbana amb el seu propi codi de conducta. Els conductors tenen el costum de saludar-se alçant la mà quan es creuen per la carretera, s'ajuden en cas de tenir problemes, i busquen sempre on ja n'hi ha d'altres d'acampats quan es tracta de practicar l'acampada lliure. Al darrere del vehicle s'hi sol enganxar escuts o altres indicacions dels llocs que hom ha visitat amb l'autocaravana, com si fos l'expressió d'una mena de competició entre col·legues.
També existeixen clubs específics a cada país o regió, o bé patrocinats pels principals fabricants, que tenen com a objectiu principal la difusió d'aquest estil de fer vacances i la reivindicació que es creïn més àrees d'autocaravanes, així com l'organització de sortides turístiques col·lectives.
Altrament, també existeixen vehicles semblants a una autocaravana, emprats per a finalitats professionals o comercials, com ara consultes mèdiques mòbils per fer les revisions als treballadors d'una empresa, o comissaries mòbils de policia a les zones turístiques o per als accidents de trànsit, o estacions mòbils de control de la contaminació atmosfèrica, o establiments de restauració (bars, xurreries, gelateries, etc) instal·lats en una zona recreativa, en un polígon industrial o amb ocasió d'esdeveniments esportius o d'espectacles de masses, per exemple.